# Bagneux (Meurthe-et-Moselle)
Bagneux é uma comuna francesa na região administrativa de Grande Leste, no departamento de Meurthe-et-Moselle. Estende-se por uma área de 8,6 km². Em 2010 a comuna tinha 160 habitantes (densidade: 18,6 hab./km²).